# Jean-Baptiste de Ghellinck d'Elseghem
Le chevalier Jean-Baptiste de Ghellinck d'Elseghem, né le 18 septembre 1867 à Wannegem-Lede et décédé le 23 février 1927 à Westrem-Saint-Denis, fut un homme politique belge catholique.
Jean-Baptiste de Ghellinck d'Elseghem fut docteur en droit (Université catholique de Louvain, 1889) et juriste. Il fut président de l' Alliance nationale des Mutualités Chrétiennes (1922-27). 
Il fut bourgmestre de Elsegem (1876), conseiller communal de Wannegem-Lede (1892) et bourgmestre (1894), conseiller provincial de la province de Flandre-Orientale (1893-1899), député (1900-12), sénateur provincial de la province de Flandre-Orientale (1912-1927).

## Généalogie
- Il fut fils de Jean-Baptiste sr. (1815-1881) et Clara Surmont de Volsberghe (1841-1912).
- Il épousa en 1895 Louise Delebecque (1867-1922).
  - Ils eurent quatre fils: Jean-Baptiste (1898-1969), Alfred (1902-), Paul (1903-) et Joseph (1904-).

## Sources
- Bio sur ODIS